# Henri Roux
Henri Roux est un chasseur sous-marin français, licencié au Comité de Provence.

## Palmarès
- Vice-champion du monde individuel en 1958 (vainqueur: Jules Corman) (Sesimbra, Portugal);
- Champion du monde par équipes en 1958 (Sesimbra, Portugal);
- Champion de France avec le Comité de Provence en 1959 (championnat des Comités au Cap Rosa de Bône (Algérie), avec J. Corman et Roger Cadioux);
- 9e du championnat de France individuel en 1959 (vainqueur: J. Corman);
- Participation au championnat du Brésil en 1959 (avec J. Corman);
- Participation au championnat du monde à La Valette en 1959.